# Neoserica femoralis
Neoserica femoralis är en skalbaggsart som beskrevs av Moser 1911. Neoserica femoralis ingår i släktet Neoserica och familjen Melolonthidae. Inga underarter finns listade i Catalogue of Life.